# Campionati europei di atletica leggera indoor 2013 - Salto con l'asta maschile
La gara si è svolta il 2 e il 3 marzo 2013.

## Podio
| #       | Atleta            | Nazionalità | Misura | Note                                    |
| ------- | ----------------- | ----------- | ------ | --------------------------------------- |
| Oro     | Renaud Lavillenie | Francia     | 6,01 m | Miglior prestazione mondiale stagionale |
| Argento | Björn Otto        | Germania    | 5,76 m |                                         |
| Bronzo  | Malte Mohr        | Germania    | 5,76 m |                                         |

## Record
Prima di questa competizione, il record del mondo (RM), il record europeo (EU) ed il record dei campionati (RC) sono i seguenti:
| Record                | Prestazione | Atleta                    | Data                              | Competizione        |
| --------------------- | ----------- | ------------------------- | --------------------------------- | ------------------- |
| Record mondiale       | 6,15 m      | Serhij Bubka Ucraina      | 21 febbraio 1993 Donec'k, Ucraina |                     |
| Record europeo        | 6,15 m      | Serhij Bubka Ucraina      | 21 febbraio 1993 Donec'k, Ucraina |                     |
| Record dei campionati | 6,03 m      | Renaud Lavillenie Francia | 5 marzo 2011 Parigi, Francia      | Europei indoor 2011 |

## Risultati

### Qualificazioni
Si qualificano alla finale gli atleti che superano la misura di 5,75 (Q) oppure gli 8 migliori (q).

#### Gruppo A
| Pos. | Nome                   | Nazione     | 5,20 | 5,40 | 5,50 | 5,60 | 5,70 | 5,75 | Misura | Note                          |
| ---- | ---------------------- | ----------- | ---- | ---- | ---- | ---- | ---- | ---- | ------ | ----------------------------- |
| 1    | Björn Otto             | Germania    | --   | --   | --   | xo   | --   | o    | 5,75 m | Q                             |
| 2    | Konstadínos Filippídis | Grecia      | --   | o    | o    | o    | xxo  | o    | 5,75 m | Q                             |
| 3    | Jan Kudlicka           | Rep. Ceca   | --   | o    | --   | xo   | o    |      | 5,70 m | q                             |
| 3    | Steven Lewis           | Regno Unito | --   | o    | --   | xo   | o    |      | 5,70 m | q                             |
| 5    | Robert Sobera          | Polonia     | o    | o    | o    | o    | xxx  |      | 5,60 m | q                             |
| 6    | Ivan Horvat            | Croazia     | o    | o    | xxo  | o    | x--  |      | 5,60 m | =                             |
| 7    | Mareks Arents          | Lettonia    | o    | o    | o    | xxx  |      |      | 5,50 m |                               |
| 8    | Melker Svärd-Jacobsson | Svezia      | o    | xxo  | o    | xxx  |      |      | 5,50 m | Miglior prestazione personale |
| 9    | Oleksandr Korchmid     | Ucraina     | o    | o    | xx-  | x    |      |      | 5,40 m | =                             |
| 10   | Nikandros Stylianou    | Cipro       | o    | xxo  | xxx  |      |      |      | 5,40 m | =                             |
| 11   | Andrej Poljanec        | Slovenia    | xxo  | xxx  |      |      |      |      | 5,20 m |                               |
| -    | Emile Denecker         | Francia     | xxx  |      |      |      |      |      | nm     |                               |
| -    | Anton Ivakin           | Russia      | --   | xxx  |      |      |      |      | nm     |                               |

#### Gruppo B
| Pos. | Nome              | Nazione    | 5,20 | 5,40 | 5,50 | 5,60 | 5,70 | Misura | Note                          |
| ---- | ----------------- | ---------- | ---- | ---- | ---- | ---- | ---- | ------ | ----------------------------- |
| 1    | Renaud Lavillenie | Francia    | --   | --   | --   | o    | xo   | 5,70 m | q                             |
| 2    | Raphael Holzdeppe | Germania   | --   | --   | --   | o    | --   | 5,60 m | q                             |
| 2    | Malte Mohr        | Germania   | --   | --   | --   | o    | --   | 5,60 m | q                             |
| 4    | Ivan Yeryomin     | Ucraina    | o    | o    | xo   | xo   | xxx  | 5,60 m | Miglior prestazione personale |
| 5    | Piotr Lisek       | Polonia    | o    | xo   | o    | x-   | xx   | 5,50 m | =                             |
| 5    | Giorgio Piantella | Italia     | o    | xo   | o    | xxx  |      | 5,50 m | =                             |
| 7    | Stanley Joseph    | Francia    | o    | o    | xo   | xxx  |      | 5,50 m |                               |
| 8    | Robert Renner     | Slovenia   | o    | xo   | xo   | xxx  |      | 5,50 m |                               |
| 9    | Alhaji Jeng       | Svezia     | --   | o    | --   | xxx  |      | 5,40 m |                               |
| 9    | Rasmus Jørgensen  | Danimarca  | o    | o    | xxx  |      |      | 5,40 m |                               |
| 11   | Eemeli Salomäki   | Finlandia  | xo   | xxo  | xxx  |      |      | 5,40 m |                               |
| 12   | Edi Maia          | Portogallo | xo   | xxx  |      |      |      | 5,20 m |                               |

### Finale
| Pos. | Nome                   | Nazione     | 5,41 | 5,51 | 5,61 | 5,71 | 5,76 | 5,81 | 5,86 | 5,91 | 5,96 | 6,01 | 6,07 | Misura | Note                                     |
| ---- | ---------------------- | ----------- | ---- | ---- | ---- | ---- | ---- | ---- | ---- | ---- | ---- | ---- | ---- | ------ | ---------------------------------------- |
| 1    | Renaud Lavillenie      | Francia     | --   | --   | o    | --   | o    | --   | o    | o    | o    | o    | xxx  | 6,01 m | Miglior prestazione mondiale stagionale  |
| 2    | Björn Otto             | Germania    | --   | --   | o    | --   | o    | --   | x-   | --   | x-   | x    |      | 5,76 m |                                          |
| 3    | Malte Mohr             | Germania    | --   | --   | xxo  | --   | xo   | xxx  |      |      |      |      |      | 5,76 m |                                          |
| 4    | Konstadínos Filippídis | Grecia      | --   | --   | o    | --   | xxo  | xxx  |      |      |      |      |      | 5,76 m |                                          |
| 5    | Jan Kudlicka           | Rep. Ceca   | xo   | --   | o    | o    | --   | xxx  |      |      |      |      |      | 5,71 m |                                          |
| 6    | Steven Lewis           | Regno Unito | --   | o    | --   | xxo  | --   | xxx  |      |      |      |      |      | 5,71 m | Miglior prestazione personale stagionale |
| 6    | Robert Sobera          | Polonia     | o    | o    | o    | xxo  | xx-  | x    |      |      |      |      |      | 5,71 m | Miglior prestazione personale            |
| 8    | Raphael Holzdeppe      | Germania    | --   | --   | xxo  | --   | xxx  |      |      |      |      |      |      | 5,61 m |                                          |